# Patellapis bilineata
Patellapis bilineata là một loài Hymenoptera trong họ Halictidae. Loài này được Friese mô tả khoa học năm 1909.